# 再造战士
《再造战士》（英語：Universal Soldier）是一部1992年美國科幻動作片，由羅蘭·艾默瑞奇执导。主要敘述擔任主角的尚-克勞德·范·達美和杜夫·朗格在越戰時相互殺死對方，而被軍方改造成沒有自我思想的「再造戰士」。
本片為「魔鬼命令系列電影」的第一部電影。美國於1992年7月10日上映。續集《魔鬼命令：重返戰場》於1999年推出。

## 剧情
越战后，美国政府进行了一项绝密的科学计划。科学家们将越战中牺牲的士兵的尸体冰冻起来，植入电脑芯片，输入战争程序，將他们改造成为新一代的战争机器人――“再造战士”，这些机器人没有情感和以前的记忆，只有冰冷的杀戮武器。士兵卢克（尚-克勞德·范·達美饰）和班长安德鲁（杜夫·朗格饰）就是其中两员，他们被派往参加一场新的战争。战争中，两人的芯片突然出错，令两人都恢复了以前的记忆。
卢克记起越战当年正是安德鲁突然性情大变将属下和俘虏都杀光，误闯美军基地的女记者罗伯斯（艾莉·渥克饰）意外获悉了美军这一秘密。本来罗伯斯难逃一死，关键时刻卢克救走了她。于是，美军派出所有的再造战士开始追杀二人。

## 演员
- 尚-克勞德·范·達美 饰 路克·狄弗洛／GR44（Luc Deveraux／GR44）
- 杜夫·朗格 饰 安德魯·史考特中士／GR13（Sgt. Andrew Scott／GR13）
- 艾莉·渥克（英语：Ally Walker） 饰 維洛妮卡·羅勃茲（Veronica Roberts）
- 艾德·歐羅斯（英语：Ed O'Ross） 饰 派瑞上校（Colonel Perry）
- 邁克·賈·懷特 饰 士兵
- 湯米·「提米」·里斯特（英语：Tom Lister, Jr.） 饰 GR55
- 艾瑞克·羅禮士（英语：Eric Norris） 饰 GR86
- 傑利·歐貝屈（英语：Jerry Orbach） 饰 克里斯多福·格里哥博士（Dr. Christopher Gregor）
- 李昂·里皮（英语：Leon Rippy） 饰 伍德沃德（Woodward）
- 羅夫·姆勒 饰 GR76
- 提科·威爾斯（英语：Tico Wells） 饰 蓋斯（Garth）
- 勞勃·崔伯爾（英语：Robert Trebor） 饰 汽車旅館主人
- 吉恩·戴維斯（英语：Gene Davis (actor)） 饰 中尉
- 喬安妮·巴倫（英语：Joanne Baron） 饰 布蘭達（Brenda）
- 克里斯多福·范·瓦恩伯格（英语：Kristopher Van Varenberg） 饰 年幼的路克（未掛名）
- 蘭斯·霍華 饰 約翰·狄弗洛（John Devereux）
- 麗蓮·沙文（英语：Lilyan Chauvin） 饰 狄弗洛女士（Mrs. Devereux）

## 反響
電影於1992年7月10日在美國上映，在當週從1916間戲院中獲得了1005萬7084美元的票房。首週成績位居當週第二，排於《紅粉聯盟》之後。最終在美國票房總計3629萬9898美元，表現尚可，但電影在其他國際上的票房較佳。
儘管電影賣座，但評價仍不受影評人認同。爛番茄評級僅19%。主流影評人認為本片形似《魔鬼終結者2》或典型的無腦動作片。